# Hans Zach
Johann „Hans“ Zach (* 30. März 1949 in Bad Tölz) ist ein ehemaliger deutscher Eishockeyspieler und -trainer. Der gelernte Metzgermeister und Diplom-Eishockeytrainer war von 1999 bis 2004 Trainer der deutschen Nationalmannschaft. Er ist einer der wenigen, die als Spieler sowie als Trainer deutscher Meister werden konnten. Sein Bruder Martin war ebenfalls Eishockeyspieler.

## Karriere

### Als Spieler
Zach begann seine Karriere in der Nachwuchsabteilung des EC Bad Tölz. Ab der Saison 1967/68 gehörte er der Profimannschaft an, mit der er in der damals höchsten deutschen Spielklasse, der Bundesliga, aktiv war. In seiner ersten Saison erzielte er in 26 Ligapartien bereits 21 Scorerpunkte. Der gelernte Stürmer blieb zwei weitere Jahre in seiner Heimatstadt Bad Tölz und wechselte im Sommer 1970 innerhalb der Liga zum SC Riessersee. Dort stand er vier Spielzeiten unter Vertrag. Zur Saison 1974/75 schloss er sich dem Berliner Schlittschuhclub an. Nach einem durchschnittlichen ersten Jahr in Berlin konnte er sich deutlich steigern und gewann 1976 seine erste deutsche Meisterschaft. In der Saison 1976/77 schaffte er den endgültigen Durchbruch und gehörte mit 54 erzielten Punkten zu den besten Scorern der Bundesliga.
Anschließend konnte ihn das Management des EV Landshut davon überzeugen, für den EVL auf das Eis zu gehen. Auch in Landshut gehörte Zach zu den Leistungsträgern und teamintern besten Scorern. Dabei war die Saison 1978/79 seine beste, als er in 42 Partien 60-mal punkten konnte. Nach dieser Spielzeit wechselte er zum Sportbund Rosenheim, der zu der Zeit einer der erfolgreichsten deutschen Klubs war. Mit den Rosenheimern konnte Zach im Jahr 1982 nach einem Finalsieg über den Mannheimer ERC seinen zweiten Meistertitel erringen. Zum Ende der Saison 1983/84 beendete er seine aktive Eishockeykarriere im Alter von 35 Jahren. Insgesamt absolvierte er über 600 Erstliga-Spiele und schoss dabei über 260 Tore.
In der Saison 1986/87 agierte er als Spielertrainer beim EC Ratingen in der Eishockey-Oberliga.

### International
Als Nationalspieler erzielte er in 80 Länderspielen 16 Tore. Für die Nationalmannschaft der Bundesrepublik Deutschland nahm er an den Weltmeisterschaften 1976, 1977, 1978 und 1979, an der B-Weltmeisterschaft 1969 und an den Olympischen Winterspielen 1980 teil.

### Als Trainer
Zwischen 1983 und 1986 war Hans Zach Nachwuchstrainer und Co-Trainer der Bundesligamannschaft des SB Rosenheim sowie parallel dazu Assistenztrainer von Nachwuchsbundestrainer Rampf beim Deutschen Eishockey-Bund. Im Jahr 1987 absolvierte er in der Sporthochschule Köln den Lehrgang als Diplom-Eishockeytrainer und wurde 1988 Jahrgangsbester. Gleichzeitig trainierte er zwischen 1987 und 1988 den EC Ratingen in der Oberliga. Hier, wie auch beim folgenden Engagement 1988 bis 1990 beim SV Bayreuth in der 2. Bundesliga wurde er jeweils zum „Besten Trainer der Liga“ gewählt, bevor er 1990 als Trainer zum Deutschen Meister Düsseldorfer EG wechselte.
Mit den Düsseldorfern gewann Zach in seiner ersten Saison die deutsche Meisterschaft. Die DEG besiegte im Play-off-Finale mit 3:2 Siegen den rheinischen Rivalen aus Köln. Es folgten zwei weitere Meisterschaften in den anschließenden zwei Jahren. Dabei gewann Zach in der Saison 1991/92 im Finale gegen seinen Ex-Verein, den SB Rosenheim, und eine Spielzeit später erneut gegen den Kölner EC. Die Arbeit in Düsseldorf wurde 1995/96 unterbrochen durch ein Jahr bei den Kassel Huskies, 1996/97 stand Zach jedoch wieder an der Brehmstraße in Düsseldorf an der Bande.
1997 versuchte Zach sein Glück in der Schweiz, wurde jedoch bei den ZSC Lions bereits Anfang Februar 1998 entlassen und durch Kent Ruhnke ersetzt.
Im Juni 1998 wurde Hans Zach Bundestrainer der DEB-Auswahl. Er führte die deutsche Mannschaft aus der B-WM heraus und erreichte dreimal das WM-Viertelfinale sowie den achten Platz beim olympischen Eishockeyturnier 2002 in Salt Lake City. Parallel dazu trainierte Zach erfolgreich die Kassel Huskies, die er in vier Spielzeiten bis 2002 dreimal ins Playoff-Halbfinale brachte. Anschließend betreute er von 2002 bis 2006 die Kölner Haie als Cheftrainer.
Vor Beginn der Weltmeisterschaft 2004 gab Zach den Klassenerhalt als Ziel aus. Nach der gescheiterten Qualifikation für das Viertelfinale übte vor allem die Presse Kritik an der Spielerauswahl und seinem Trainingsstil. Diese Kritik veranlasste Zach, seinen Vertrag nicht mehr zu verlängern. Sein Nachfolger als Bundestrainer wurde nach der Betreuung des Teams in der Übergangszeit durch Ernst Höfner im Jahr 2004 der US-Amerikaner Greg Poss.
Im Sommer 2006 statteten ihn die Verantwortlichen der Hannover Scorpions mit einem Vertrag aus. Zach führte die Mannschaft der Scorpions in der Saison 2008/09 nach einem zweiten Tabellenrang nach der Hauptrunde ins Play-off-Halbfinale. Dies war die bis dahin erfolgreichste Spielzeit der Klubgeschichte. Daraufhin wurde sein Kontrakt im Jahr 2009 bis zum Ende der Saison 2009/10 verlängert. In der Saison 2009/10 gewann er mit den Scorpions als erster deutscher Trainer in der DEL (und erster Deutscher seit 1993, ebenfalls Zach) die deutsche Meisterschaft.
Am 1. Januar 2014 kehrte Zach aus seinem 2010 angetretenen Ruhestand zurück und wurde übergangsweise als Headcoach Nachfolger des entlassenen Harold Kreis bei den Adler Mannheim. Zach führte die Mannschaft von Tabellenplatz sechs auf Tabellenplatz vier, traf im Play-off-Viertelfinale auf seinen ehemaligen Verein Kölner Haie und verlor die Serie mit 1:4 Spielen. Nach dem Ausscheiden der Adler im Viertelfinale der DEL-Playoffs 2014 erklärte Zach mit dem Auslaufen seines Vertrages in Mannheim seine endgültige Rückkehr in den Ruhestand.

## Erfolge und Auszeichnungen
Als Spieler
- 1968 Deutscher Vizemeister mit dem EC Bad Tölz
- 1970 Deutscher Vizemeister mit dem EC Bad Tölz
- 1976 Deutscher Meister mit dem Berliner Schlittschuhclub
- 1982 Deutscher Meister mit dem Sportbund Rosenheim

Als Trainer
- 1991 Deutscher Meister mit der Düsseldorfer EG
- 1992 Deutscher Meister mit der Düsseldorfer EG
- 1993 Deutscher Meister mit der Düsseldorfer EG
- 1994 Deutscher Vizemeister mit der Düsseldorfer EG
- 2000 Aufstieg in die A-Weltmeisterschaft bei der B-Weltmeisterschaft
- 2003 Deutscher Vizemeister mit den Kölner Haien
- 2004 Deutscher Pokalsieger mit den Kölner Haien
- 2010 Deutscher Meister mit den Hannover Scorpions

## Karrierestatistik

### International
Vertrat Deutschland bei:
- B-Weltmeisterschaft 1969
- A-Weltmeisterschaft 1976
- A-Weltmeisterschaft 1977
- A-Weltmeisterschaft 1978
- Olympischen Winterspielen 1980

(Legende zur Spielerstatistik: Sp oder GP = absolvierte Spiele; T oder G = erzielte Tore; V oder A = erzielte Assists; Pkt oder Pts = erzielte Scorerpunkte; SM oder PIM = erhaltene Strafminuten; +/− = Plus/Minus-Bilanz; PP = erzielte Überzahltore; SH = erzielte Unterzahltore; GW = erzielte Siegtore; 1 Play-downs/Relegation; Kursiv: Statistik nicht vollständig)

## Literarisches Werk
- Hans Zach: Ich, der Alpenvulkan. Die Autobiografie des Eishockey-Bundestrainers. Pfaffenweiler: WeroPress, 2003. ISBN 3-9808049-8-4.